# Chi Cẩm cù
Cẩm cù hay còn gọi tú cù (danh pháp khoa học: Hoya) là một chi thực vật thuộc phân họ Bông tai (Asclepiadoideae) thuộc họ Trúc đào, còn gọi là họ La bố ma (Apocynaceae).
Các loài cẩm cù được coi là bản địa Đông Á và Australia. Chi Cẩm cù trên thế giới hiện có khoảng gần 500 loài. Ở Việt Nam có ít nhất 24 loài.

## Hình ảnh

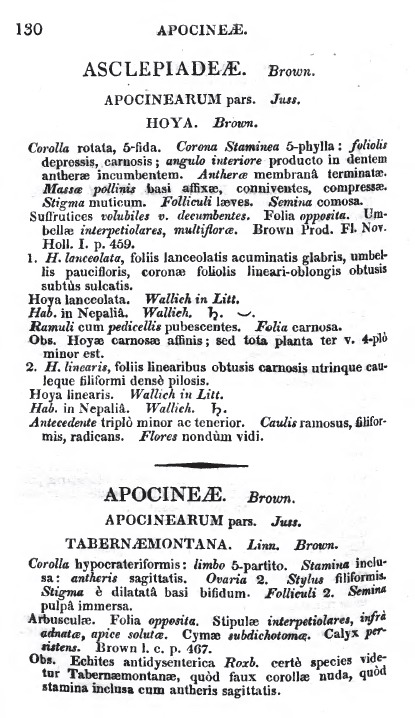